# ハートポーズ

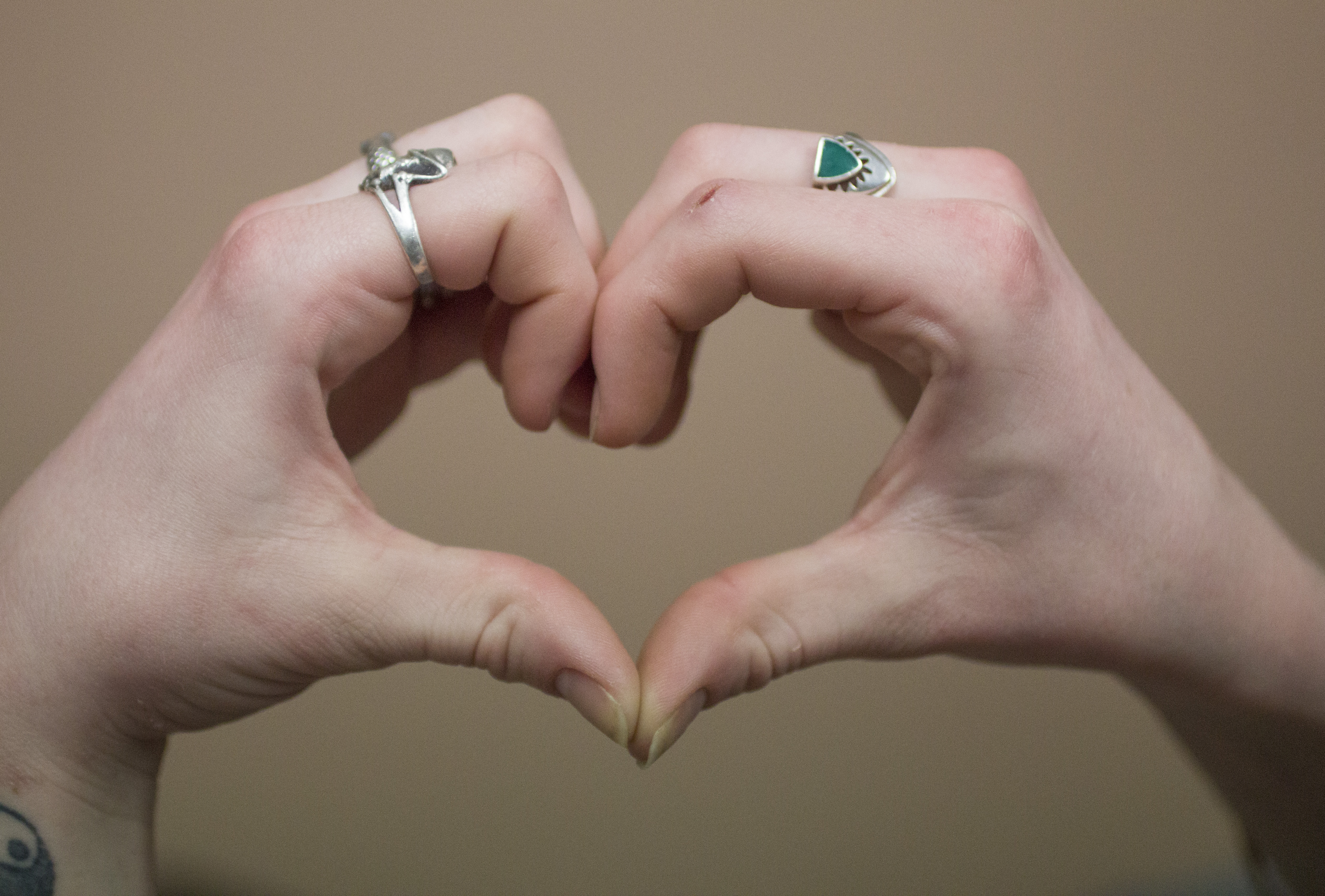
手ハート

ハートポーズは、手や指でハートを形作るボディーランゲージ。

## 日本での普及

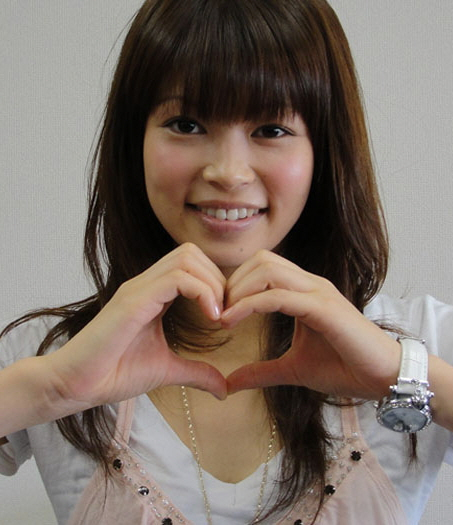
手ハートを作る池田彩

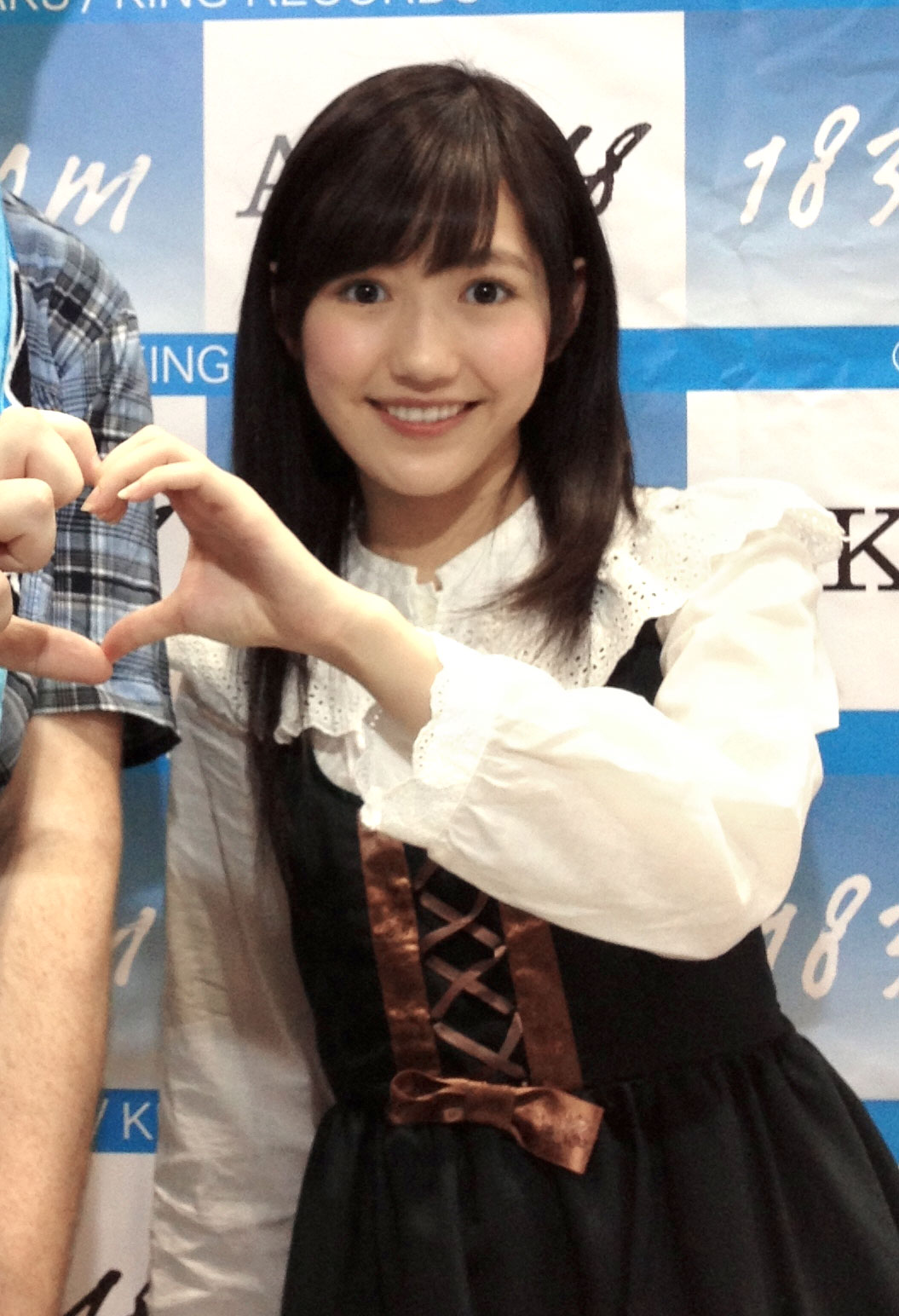
ファンとハートを作る渡辺麻友

胸の前辺りに両手でハートを作るポーズや片手を合わせて2人でハートを作るポーズが普及している。
2011年公開の映画「モテキ」のプロモーションで多用された。
2018年に「都営地下鉄施設内における案内・警備ロボット実証実験」に参加した女性型案内ロボット「ARISA」の動作に取り入られた。
2019年4月、北海道日本ハムファイターズの王柏融の来日初本塁打の際にチームメイトが両手を頭に乗せたハートポーズを作って出迎え、王も呼応した。

## 西洋での普及
手ハートポーズは以前から存在していたが、2000年代後半以降にテイラー・スウィフトなどのアーティストが使用したことにより普及したとされる。また、広告やテレビ番組で使用されたことも普及の要因の一つとされる。

## 中国での普及
2017年夏に女性の片方の乳房と両手でハートを作った画像をSNS（新浪微博）に投稿する「おっぱいハート」チャレンジブームが起きた。ブームは日本や西洋にも波及した。

## 韓国での普及

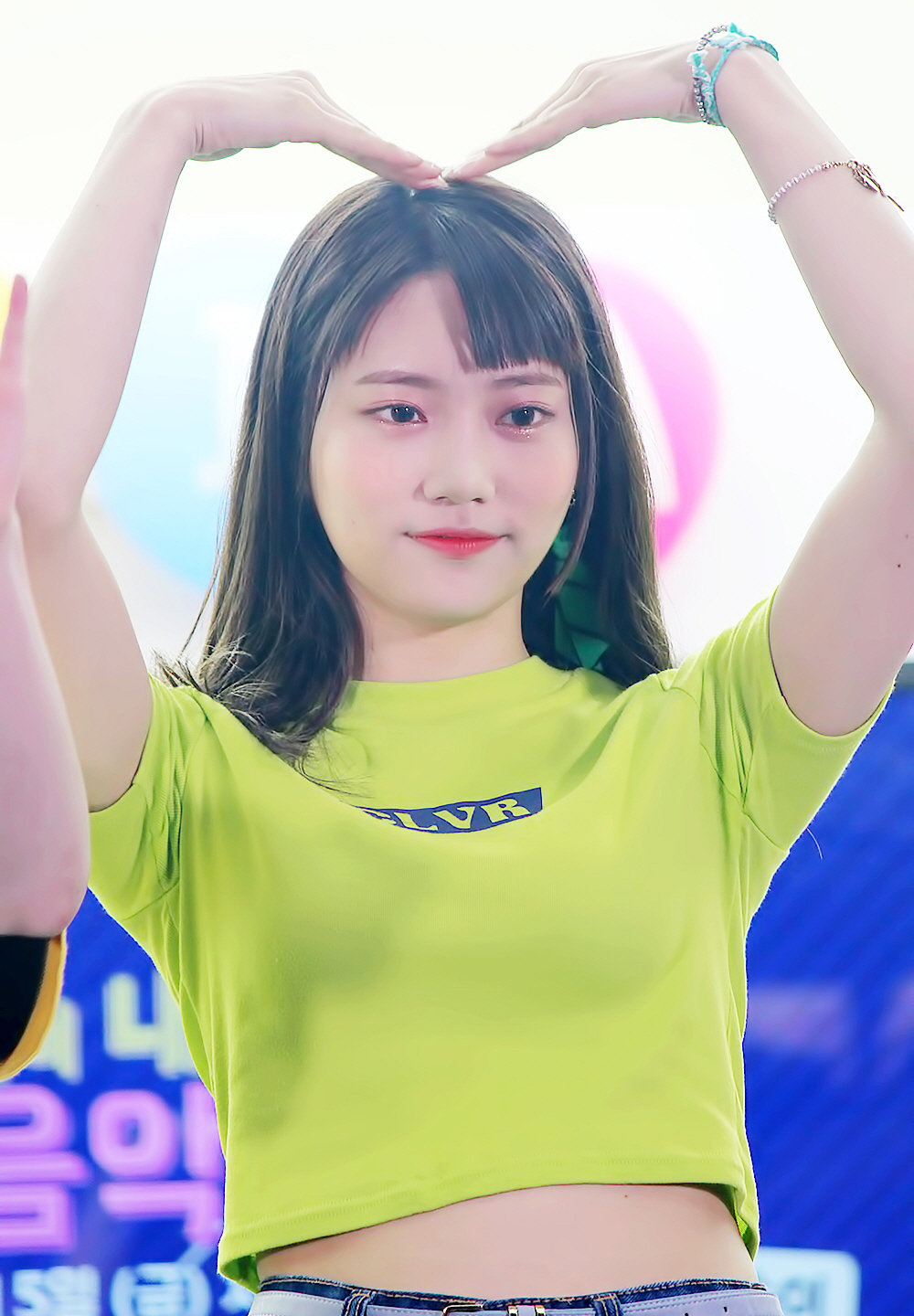
日本ではなんちゃってポーズと呼ばれる。

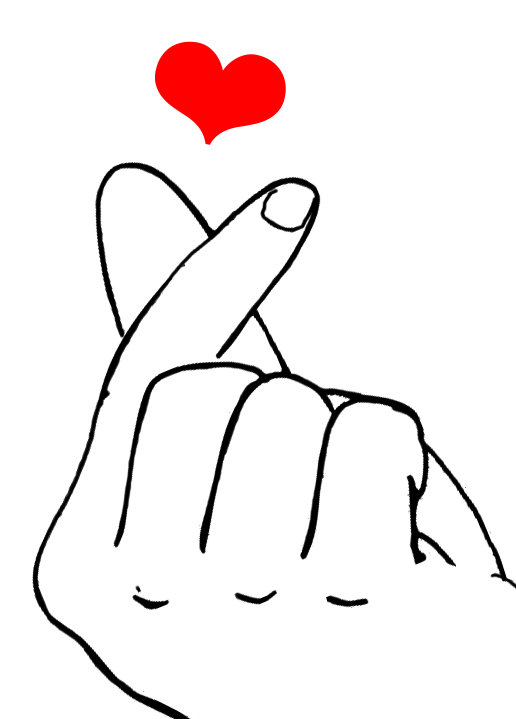
指ハート

頭上に両手の先を置くポーズや親指と人差し指を交差して小さいハートを作るポーズが普及している。後者は韓国発祥とされており、英語で「コリアン・フィンガー・ハート」と呼ぶ場合もある。ほかにもK-POPアーティストがファンへのアピール用に考案したり、楽曲の振り付けに取り入れるなど、様々なバージョンが存在する。
K-POPアーティストが考案したハートポーズとして代表的に今月の少女のチュウが起源の「チュウハート」や、宇宙少女のルダが起源の「ルダハート」があげられる。
指ハートの起源は不明だが、流行のきっかけを作ったのは2011年に使用し始めたINFINITEのウヒョンとされている。
頭上に手を置くポーズは大統領在任中の李明博（任期2008年 – 2013年）も多用していた。
2018年9月南北首脳会談後の白頭山天池での記念撮影の際に康京和の提案で金正恩らが指ハートを作った。

## 手話におけるハートポーズ

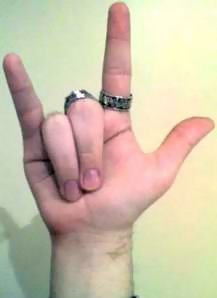
アメリカ手話の「I Love You」

アメリカ手話では、「Heart」を意味する動作の一つとして片胸に両人差し指でハート型の軌跡を描くものがある。ちなみに、「Love」は胸の上で両手こぶしを交差させる動作。「I Love You」は「I」「L」「Y」の手話を組み合わせたものである。